# 拉唐河畔沙奈
拉唐河畔沙奈（法語：Channay-sur-Lathan，法語發音：[ʃanɛ syʁ latɑ̃] ⓘ）是法国安德尔-卢瓦尔省的一个市镇，位于该省西北部，属于图尔区。

## 地理
拉唐河畔沙奈（47°28'48"N, 0°15'49"E）面积28.71 平方千米，位于法国中央-卢瓦尔河谷大区安德尔-卢瓦尔省，该省份为法国中西部省份，北起萨尔特省、东北接卢瓦-谢尔省，东南接安德尔省，南至维埃纳省，西临曼恩-卢瓦尔省。
与拉唐河畔沙奈接壤的市镇（或旧市镇、城区）包括：图赖讷地区库尔塞勒、奥姆、里耶、圣洛朗德兰、拉唐河畔萨维涅、努瓦扬维拉日。

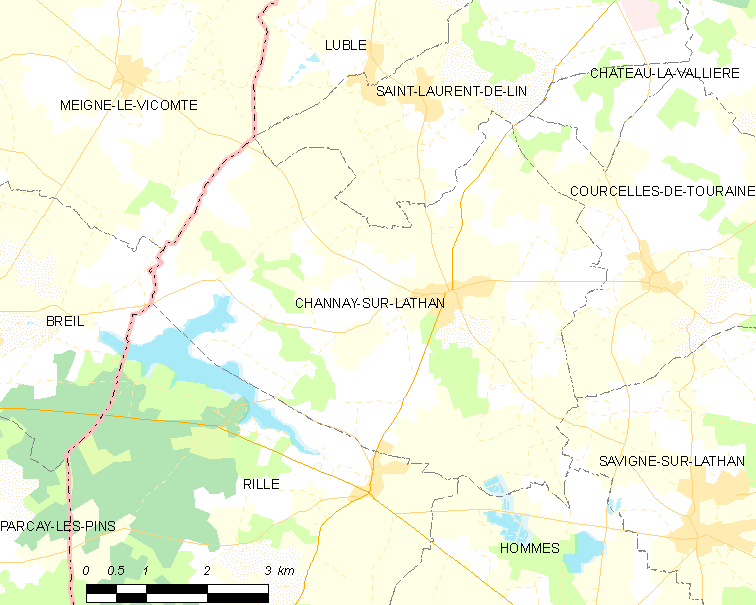
拉唐河畔沙奈的OSM定位图

拉唐河畔沙奈的时区为UTC+01:00、UTC+02:00（夏令时）。

## 行政
拉唐河畔沙奈的邮政编码为37330，INSEE市镇编码为37055。

## 政治
拉唐河畔沙奈所属的省级选区为朗热县。

## 人口

1962-2008年间拉唐河畔沙奈人口变化图示

拉唐河畔沙奈于2022年1月1日时的人口数量为809人。